# Jerónimo Coutinho
Jerónimo Coutinho (cerca de 1545 - ????) foi um político português. Foi conselheiro de Estado e Presidente do Desembargo do Paço. Nomeado em 1619 como governador da Índia, recusou a nomeação. Foi pai de Filipa de Vilhena.